# Lepidopetalum perrottetii
Lepidopetalum perrottetii är en kinesträdsväxtart som beskrevs av Carl Ludwig von Blume. Lepidopetalum perrottetii ingår i släktet Lepidopetalum och familjen kinesträdsväxter. Inga underarter finns listade i Catalogue of Life.